# Nemania subaenea
Nemania subaenea är en svampart som beskrevs av Y.M. Ju & J.D. Rogers 2002. Nemania subaenea ingår i släktet Nemania och familjen kolkärnsvampar.   Inga underarter finns listade i Catalogue of Life.